# Florian Coldea
Mihail Florian Coldea (n. 1971, Târnova, județul Arad) este un general român care a îndeplinit funcția de director adjunct al Serviciului Român de Informații. În perioada 20 iulie-4 octombrie 2006 s-a aflat la conducerea interimară a Serviciului Român de Informații, de la demisia lui Alexandru Radu Timofte din această funcție și până la numirea lui George Maior. În timpul mandatului lui George Maior a fost prim adjunct al acestuia.

## Biografie
Mihail Florian Coldea s-a născut în anul 1971, în comuna Târnova din județul Arad, într-o familie de agricultori. După absolvirea Liceului industrial nr. 11 (în prezent Grupul Școlar „Csiky Gergely“) din Arad, a urmat cursurile Facultății de Psihosociologie din cadrul Academiei Naționale de Informații din București, pe care le-a absolvit în anul 1996. Ulterior, a urmat și cursuri de pregătire pe profil antiterorist și de informații desfășurate în țară și străinătate. 
După absolvirea facultății, a lucrat în cadrul Inspectoratului pentru Prevenirea și Combaterea Terorismului din Serviciul Român de Informații, deținând o serie de funcții de conducere. În perioada 1996-2005, el a participat la o serie de misiuni, acțiuni și operațiuni complexe derulate pe profil antiterorist în cooperare cu parteneri străini ai SRI. 
Generalul Florian Coldea este căsătorit și are un copil.
În perioada răpirii celor trei jurnaliști români în Irak (2005), numele lui a fost vehiculat de presa centrală ca fiind unul dintre cei care conduceau operațiunile de recuperare a acestora, alături de generalul SIE Adrian Isac . Potrivit informațiilor furnizate de presă, el s-a deplasat în timpul crizei la Ambasada României din Bagdad și a supervizat transportul și perioada de diebriefing la care au fost supuși jurnaliștii români la vila SRI-ului. De asemenea, a asistat și la audierea jurnaliștilor de către comisia de anchetă irakiană condusă de generalul Raad și locotenent-colonelul Moaed, deplasată la București imediat după eliberare.  După cum declara mai târziu, "într-adevăr, este adevărat, Serviciul Român de Informații a avut o implicare în ceea ce înseamnă operațiunea de salvare. Pe un anumit segment de acțiune am reprezentat instituția, ca specialist în cadrul SRI, mai precis, în cadrul Inspectoratului pentru prevenirea și combaterea terorismului, iar cu privire la interferența acțiunii serviciilor, a SRI conform atribuțiilor noastre, nu am avut suprapuneri, cel puțin, atât cât eu am fost acolo, nu am fost toată perioada, cu o acțiune a așa-zisului doctor Yassin" .

## Prim-adjunct al directoruluiSRI
La data de 27 iulie 2005, Florian Coldea a fost avansat la gradul de locotenent-colonel și numit prin Decret al Președintelui României în funcția de prim-adjunct al directorului Serviciului Român de Informații (și înlocuitor legal al directorului), cu rang de secretar de stat, începând cu 1 august 2005 . A fost avansat la gradul de colonel la 24 martie 2006.
În perioada 20 iulie - 4 octombrie 2006, el a îndeplinit funcția de director interimar al Serviciului Român de Informații, ca urmare a demisiei lui Alexandru Radu Timofte din această funcție. 
În aprilie 2007, în plin proces de suspendare din funcție a președintelui Traian Băsescu, liderul PSD, Mircea Geoană a prezentat presei două note scrise de Florian Coldea, despre situația dosarelor a trei judecători de la Curtea Constituțională a României, Aspazia Cojocaru, Nicolae Cochinescu și Ion Predescu  Liderul social-democrat l-a acuzat pe Coldea că urmărește să-i șantajeze pe judecătorii Curții Constituționale care să dea aviz negativ în ceea ce privește suspendarea președintelui Traian Băsescu, ceea ce s-a și întâmplat la 5 aprilie 2007. 
Coldea a fost audiat de către Comisia parlamentară de control al SRI. El a declarat că, după ce presa ar fi publicat articole conform cărora Serviciul ar șantaja judecători ai Curții Constituționale, SRI ar fi dispus "verificări interne" și s-au întocmit niște "notițe de birou", care, la rândul lor, au apărut în presă. După cum a explicat el, "s-au făcut asemenea verificări. Au fost făcute niste notițe de birou, care au ajuns, într-o formă care nu s-a putut stabili, în mass-media" . 
La data de 18 aprilie 2008 președintele Traian Băsescu l-a înaintat la gradul de general de brigadă (cu o stea) . 

## Suspendarea și trecerea în rezervă
La data de 12 ianuarie 2017 a fost suspendat din funcția de prim-adjunct al șefului SRI, de către directorul civil al SRI, Eduard Hellvig, în urma dezvăluirilor făcute de fostul parlamentar Sebastian Ghiță, referitoare la faptul că acesta din urmă ar fi fost în concedii de lux împreună cu Florian Coldea și soția acestuia.  Ulterior, acesta a fost eliberat din funcție și trecut în rezervă printr-un decret semnat de Klaus Iohannis. 

## Distincții
În iulie 2006, Primăria comunei arădene Târnova i-a acordat lui Florian Coldea titlul de Cetățean de Onoare al acestei localități .